# Ghabdennasir Qursawi

Retrato de Ğäbdennasír İbrahim ulı Qursawí

Ğäbdennasír İbrahim ulı Qursawí (tártaro: Габденнасыр Ибраһим улы Курсави, 1776-1812) fue un educator y téologo musulmán jadidista, imán de la Gobernación de Kazán fallecido en su hach y enterrado en Estambul.